# Lord William Bentinck
Lord William Henry Cavendish-Bentinck, känd som Lord William Bentinck, född 14 september 1774 i Bulstrode, Buckinghamshire, England, död 17 juni 1839 i Paris, var en brittisk militär och politiker, generalguvernör i Indien. Han var yngre son till premiärministern William Henry Cavendish-Bentinck, 3:e hertig av Portland. 
Bentinck ägnade sig först åt militäryrket och åtföljde Suvorov under dennes norditalienska fälttåg 1799 samt österrikiska armén till 1801. Han blev 1803 guvernör i Madras, men återkallades 1807 av ostindiska kompaniets direktörer till följd av sepoysmyteriet i Vellore. Därpå tjänade han som generallöjtnant under Wellington på Pyreneiska halvön och var 1811–1815 brittisk befälhavare på Sicilien samt denna ös verklige regent. Därunder gav han sicilianerna en fri författning och omorganiserade deras armé, företog 1813 en olycklig expedition till Katalonien mot den franske marskalken Louis Gabriel Suchet och uppmuntrade - i samförstånd med sin vän, hertigen av Orléans (sedermera Ludvig Filip I av Frankrike), vilken då bodde i Palermo - den italienska enhetstanken på ett sätt, som vållade den hemmavarande regeringen allvarsamt bryderi. 
År 1827 utsågs Bentinck till generalguvernör i Ostindien och innehade detta ämbete 1828–1835. Hans generalguvernörstid utmärktes genom en upplyst och energisk verksamhet för inre reformer, så att det kunnat sägas, att han var den förste generalguvernör i Indien som styrde landet med den infödda befolkningens välfärd till främsta ögonmärke. Det systematiska utrotandet av de fruktade rövarbanden (thagger, eng. thugs), förbudet (1829) mot änkebränning vid männens likbegängelse (sati) och framför allt införandet av engelska som Indiens officiella språk i ämbetsverk och vid undervisningen (1835) kännetecknar hans styrelse i Indien, Besparingar infördes i förvaltningen, så att ett underskott på 1 miljon pund sterling förbyttes i ett överskott på 2 miljoner, och en mängd ämbeten gjordes tillgängliga för den infödda befolkningen. Under Bentincks tid och uppmuntrat av honom, tog den kristna missionen för första gången fart i Indien.
Bentincks minne i Indien hedrades efter hans avresa genom en medelst nationalinsamling, främst bland infödda, åstadkommen staty i Calcutta, försedd med en berömd inskription av hans vän och medhjälpare, historieskrivaren Thomas Babington Macaulay, där det bland annat heter, att Bentinck "ingöt i den orientaliska despotismen den brittiska frihetens ande" och att han "avskaffade grymma religionsbruk samt utplånade förödmjukande rasåtskillnader". Efter sin återkomst till hemlandet invaldes Bentinck 1837 i underhuset, men avled redan 1839.